# Kolubara
Kolubara (în sârbă chirilică: Колубара, pronunțat [kɔlǔbara]), este un râu cu lungimea de 123 de kilometri din vestul Serbiei; este un afluent al râului Sava.
Există diverse legende legate de numele râului. Una dintre ele se referă la numele Kuluk-bar (cu sensul de mlaștinile satului), de unde și Kolubara.

## Geografie
Kolubara este format de unirea a două râuri mici Obnica și Jablanica. 
Obnica este râul din vestul Serbiei care izvorăște de la poalele muntelui Medvednik. Acesta curge spre est, prin satele Suvodanje, Bobova, Majinović, Pričević și Zlatarić, iar lângă orașul Valjevo se întâlnește cu râul Jablanica și formează Kolubara. Obnica are o lungime de 25 de kilometri. 
Jablanica își are izvorul în versanții estici ai muntelui Jablanik, la doar câțiva kilometri distanță de Obnica. Formează o curbă în jurul muntelui Parač și lângă satul Balinović, înainte de a se întâlni cu Obnica în Valjevo. Jablanica are o lungime de 21,5 kilometri. Acesta este și începutul a regiunii lungi de 90 km  a văii Kolubara, împărțită în două părți mari, denumită Kolubara superioară (gornja) și Kolubara inferioară (donja) (în jurul suburbiei Obrenovac a Belgradului). 

## Bazin carbonifer
În Neogen, regiunea Kolubara a fost un golf imens al Mării Panonice (Kolubarski zaliv). Ca urmare a vegetației abundente din marea antică, regiunea Kolubara și regiunea Tamnava vecină (din jurul celui mai lung afluent al râului Kolubara) au devenit astăzi un imens câmp de lignit care acoperă peste 1,2 km². Se estimează că depozitele de cărbune sunt de până la 22 de miliarde de tone, straturile de cărbune având o adâncime de 50 m, iar peste 20 de milioane de tone de cărbune sunt extrase în fiecare an. Minele principale sunt Rudovci, Kolubara (la Veliki Crljeni) și Kosmaj, în ultima perioadă fiind dezvoltate multe săpături de suprafață. Cu minele care acoperă activ 600 km², mina Kolubara este cea mai mare din Peninsula Balcanică.
O serie de centrale pe bază de cărbune sunt construite în bazin, inclusiv Kolubara (130 MW, la Veliki Crljeni), Nikola Tesla B-1 (în 1983) și Nikola Tesla B-2 (ambele de 615 MW, în Obrenovac). 
Datorită importanței sale pentru industrie și economie în general, comuna Lazarevac, din care face parte majoritatea bazinului carbonifer, a fost atașată administrativ orașului Belgrad în 1971. 